# Estany de Castelló

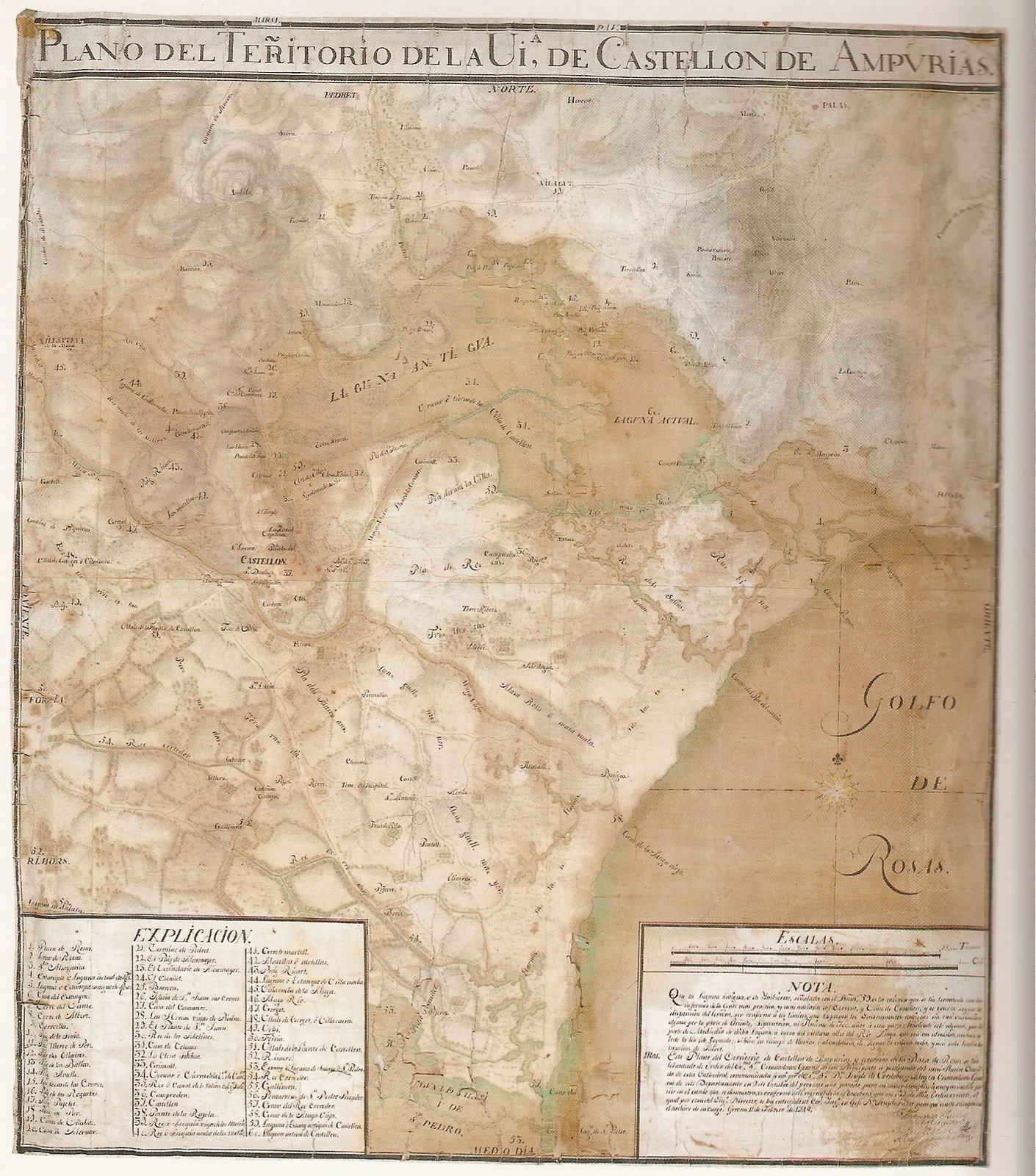
L'estany de Castelló al 1748.

L'Estany de Castelló va ser un estany del terme municipal de Castelló d'Empúries a la comarca de l'Alt Empordà), reduït actualment, per dessecament, a alguns fragments costaners.
Va ser el més important de tots els embassaments empordanesos, tant des d'un punt de vista físic, per l'extensió que ocupava, com socioeconòmic, pels diferents aprofitaments i explotació de recursos que se'n va fer. Està documentat que l'any 945 el comte d'Empúries Gausfred I concedí drets exclusius de pesca al monestir de Sant Pere de Rodes.
La primera referència documental que esmenta l'estany de Castelló és de l'any 944, en què es menciona l'stagnum Castilionis. Les dimensions d'aquest estany havien estat extraordinàries. Segons documents de l'alta edat mitjana, com ara el de l'any 955, les seves aigües ocupaven la planúria que va del mar fins al peu del turó on s'alça la vila que fou capital del comtat d'Empúries, pel sector sud-oriental. L'ermita de Sant Joan Sescloses, el veïnat de Pedret i els llocs de Montmajor, Vilaüt i les Torroelles n'eren els punts extrems pel sector oest i nord. A grans trets, podríem dir que l'extensió màxima que va arribar a tenir l'estany, ara fa uns mil anys, no devia ser gaire diferent de la que dibuixen els límits actuals del polígon nord del Parc Natural dels Aiguamolls de l'Empordà.
Es podria dir que en realitat va ser una albufera, que s'estenia pel nord i l'est del terme, des dels peus del turó on s'alça la vila fins als primers pendents de la serra de Rodes, tot penetrant en els termes veïns; hi havia estanyols perifèrics com el de Roses, d'aigües rogenques i anomenat Sanguinari a l'edat mitjana. Més al sud, hi quedava l'estany Ded (segurament corresponent a l'actual sector del Tec); pel costat oest, el de Bonaconca, i, a la vora de Palau, el denominat Bovós. La toponímia actual conserva el nom d'altres estanys formats
per la fragmentació del de Castelló quan les seves aigües començaren a recular, ja de manera definitiva, a partir dels darrers anys del segle xviii. Els estanys de Mornau, de Palau, de Pau o de Vilaüt no són altra cosa que les romanalles actuals de l'antic estany de Castelló.

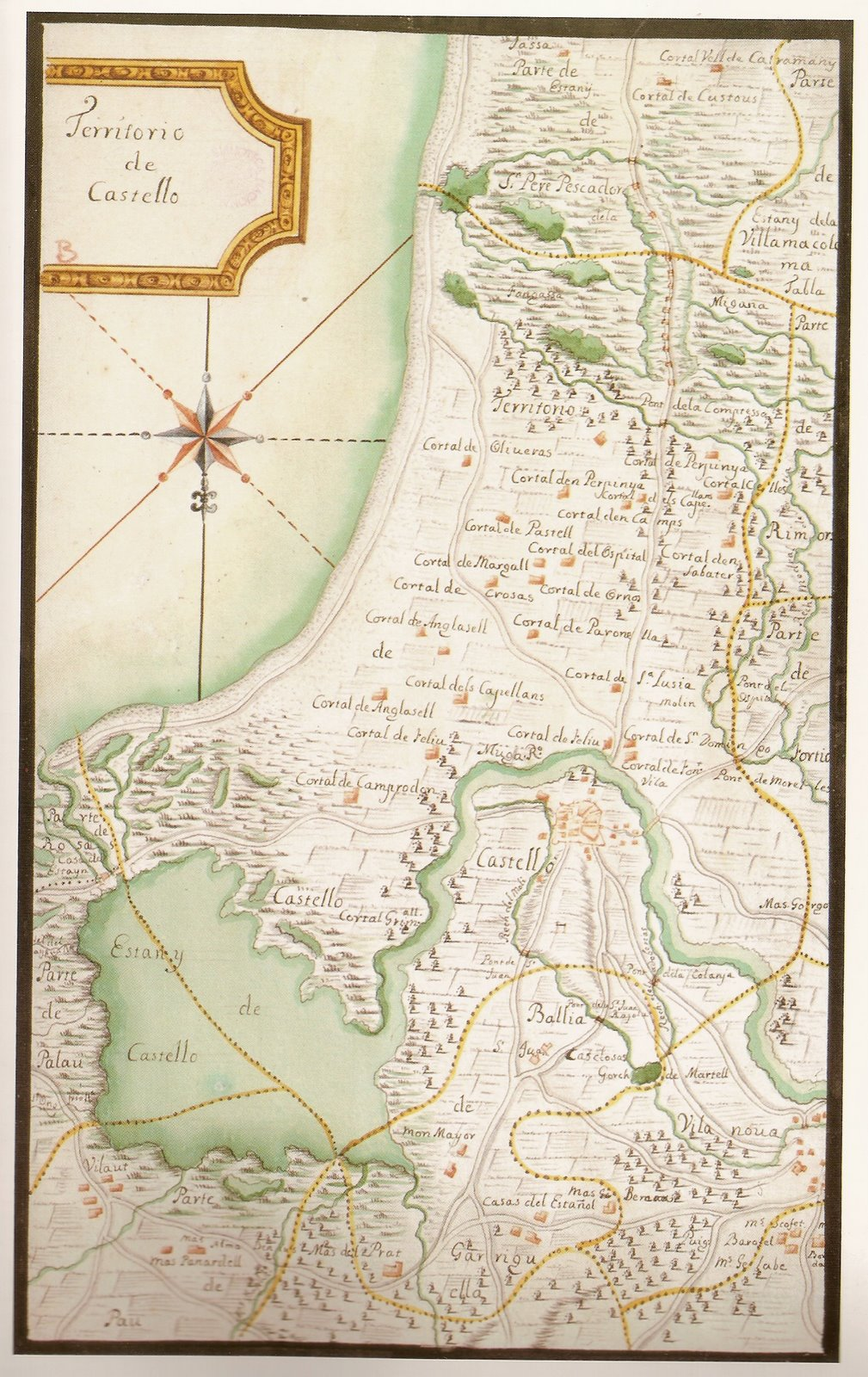
L'estany de Castelló al.

Al començament del segle xix un dels estanys principals arribava encara a Sant Joan Sescloses; la Mugueta n'enllaçava dos més, actualment aiguamolls, que desguassaven pel rec dels Salins i el greu de la Muga (actualment, grau de Santa Margarida de Roses).
Es feia una distinció entre estany de Dalt i estany de Baix que feia referència a la divisió establerta entre el sector d'aigües lliures més important (l'estany de Dalt, que es correspon amb el genuí estany de Castelló) i el sector més meridional, format per aiguamolls superficials (actual sector de la Rubina) i el grau de l'estany, que comunicava l'estany de Dalt amb el mar.
Segons sembla, enmig del gran estany de Dalt, hi havia tres illes: l'una es deia Uduagro, o Udruago, segons els autors (illa de la humitat); l'altra, Foniliaria (illa del fonoll), i la tercera, Savarto (terra inculta). Aquesta darrera ha estat associada, a partir de la toponímia, al terme de Palau-saverdera, tot i que no se'n tenen proves concloents. En qualsevol cas, cap de les tres illes ha pogut ser situada amb exactitud sobre el territori.
El riu la Muga, que travessa el terme de Castelló de ponent a llevant, desembocava abans del final del segle xviii a l'estany de Castelló, però fou desviat directament al mar (avui el tram des de Castelló al mar és canalitzat); l'antic curs és conegut com la Mugueta, i el rec dels Salins és un canal que condueix al mar les aigües dels fondals de la part central de l'antic estany (el nom prové de les importants salines medievals de Castelló).
La dessecació de l'estany de Castelló fou afavorida pel desviament de la Muga, i des del segle xviii molts espais abans coberts d'aigües es convertiren en aiguamolls i en aiguadeixos que hom transformà aviat en closes o conreus. Molts terrenys dels voltants dels estanys anaren passant a mans particulars, a diverses causes pies, o bé foren establerts pels comtes a la universitat de Castelló com a béns propis o comunals. El dessecament dels estanys i aiguadeixos experimentà un fort impuls durant els segles xviii i xix, en què foren convertits en prats i terres de cultiu els sectors del Vernar, els Salats o els Salins i la Rubina.